# Monstruosidad
Monstruosidad è un singolo della musicista venezuelana Arca, pubblicato il 22 dicembre 2015.

## Descrizione
La canzone, interamente strumentale, è stata disponibile per il download digitale e lo streaming sulla pagina SoundCloud di Arca.

## Tracce
Musiche di Alejandra Ghersi.
1. Monstruosidad – 1:20